# Nour Khelifi
Nour El-Houda Khelifi (* 11. Dezember 1993 in Wien) ist eine österreichische Journalistin, Moderatorin, Autorin (unter anderem Drehbuchautorin).

## Leben
Nour Khelifi wurde als Kind tunesischer Eltern in Wien geboren. Sie schloss die Matura an einem Wiener Gymnasium ab. Ihre journalistische Tätigkeit begann sie während ihrer Studienzeit an der Universität Wien. Mittlerweile lebt und arbeitet sie in Berlin.
Khelifi begann ihre journalistische Arbeit bei der Wiener Zeitung und schrieb für die Ressorts Wien, Integration und Feuilleton. Beim Wiener Magazin Biber veröffentlichte sie ihre Undercover-Investigativreportage Inside Islam-Kindergärten, in der die vom damaligen Außenminister Sebastian Kurz in Auftrag gegebene Islamstudie kritisch beleuchtet wurde. Die Reportage über antimuslimische Ressentiments, Islamismusverdacht und Nutzung der Wissenschaft als Politikum sorgt für  öffentliches Interesse und wurde 2016 mit dem Anerkennungspreis des Prälat-Leopold-Ungar-JournalistInnenpreises in der Kategorie Print mit Simon Kravagna gekürt. Die Journalistin wurde 2016 mit 22 Jahren von der Fachzeitschrift Der Österreichische Journalist als eine der besten „30 unter 30 Journalisten“ in Österreich ausgezeichnet.
Neben ihrer journalistischen Arbeit ist Khelifi auch als Drehbuchautorin tätig und war 2017 bis 2020 als Autorin für das Funk-Satire-Kollektiv Datteltäter für die Drehbücher zuständig. 2019 heiratete sie, nahm aber nicht den Nachnamen ihres Ehemanns Aleksander an. Mit satirisch aufbereiteten Themen wie antimuslimischen Rassismus, Rechtsextremismus, Islamismus, Diskriminierung und dem Leben von Muslimen in Deutschland wurde sie, neben ihren Teamkollegen der Datteltäter, zweifach mit dem Grimme Online Award ausgezeichnet.
Nour Khelifi schreibt für Die Zeit sowie für den Süddeutschen Verlag (Jetzt). Sie ist außerdem freiberuflich für den Österreichischen Rundfunk, sowie Funk (Medienangebot vom ARD und ZDF) tätig. Für SOS Mitmensch schreibt sie die Kolumne Neues aus der Parallelgesellschaft, in der sie mit satirischem Blick die gesellschafts- und innenpolitischen Zustände in Österreich kommentiert. Khelifi tritt als Rednerin zu gesellschaftlichen, kultursozialen sowie politischen Themen auf.

## Themen
Inhaltlich beschäftigt sie sich mit deutscher und österreichischer Politik, Rechtsextremismus, extremistischen religiösen Strömungen, Bildungs- und Jugendpolitik, Diversität und Inklusion sowie Migration und weiteren islamrelevanten Themen. Ihr Fokus liegt auch auf der Islamdebatte im deutschsprachigen Raum. Neben dem Journalismus umfasst ihre Arbeit auch politische Satire.

## Preise und Auszeichnungen
- 2021: Stephan-Rudas-Preis[14]
- 2019: Nominierung CIVIS Medienpreis mit Datteltäter[15]
- 2017: Deutscher Engagementpreis mit Datteltäter[16]
- 2017: Grimme Online Award Publikumspreis und Preis „Kultur und Unterhaltung “mit Datteltäter[17][18]
- 2017: Smart Hero Award mit Datteltäter[19]
- 2017: Wiener Gesundheitspreis der Stadt Wien (Kategorie: Gesunde gerechte Stadt)[20]
- 2016: Prälat-Leopold Ungar-JournalistInnenpreis (Anerkennungspreis Kategorie: Print)[21]
- 2016: Top 30 Journalisten unter 30 (Der Österreichische Journalist) in Österreich[22][23]
- 2016: Österreichische Journalismustage „Die Top 15 Geschichten: Motto ´Glaubwürdigkeit´“[24]